# Formato dell'ora
Il formato dell'ora è la convenzione simbolica per esprimere un istante (detto anche orario) in ore, minuti ed eventualmente secondi.

## Formato standard
Il formato prescritto a livello internazionale (secondo la norma ISO 8601) e ormai ampiamente conosciuto e utilizzato è del tipo [hh]:[mm]:[ss] ove [hh] indica l'ora, [mm] i minuti, [ss] i secondi, espressi con due cifre. Ad esempio, 18:35:26 indica le ore 18, 35 minuti e 26 secondi; 04:09:01 indica le ore 4, 9 minuti e 1 secondo.
Un formato molto diffuso è quello senza secondi ovvero [hh]:[mm]. Ad esempio, 18:35 indica le ore 18 e 35 minuti.
Si noti che grazie alla grande diffusione dei display di dispositivi elettronici o apparecchi informatici (che esprimono l'ora in digitale e non con le lancette dell'orologio analogico) il formato dell'ora, soprattutto quello senza secondi, è entrato nell'uso comune.

## Altri formati
Tra le impostazioni degli orologi digitali c'è quasi sempre anche quella del formato: solitamente la scelta è tra la modalità "24 ore" e quella "12 ore". La prima mostra l'orario secondo il modello standard (ad esempio: le ore 14:45); con l'altra, invece, le ore sono espresse avendo come "fondo scala" 12 (nell'esempio precedente: le ore 2:45). È chiaro che il formato "12 ore" lascia un'ambiguità sulla parte del giorno cui si riferisce l'orario (può essere le 2:45 del giorno o le 2:45 della notte).
Per evitare questo dubbio, negli Stati Uniti, così come in altri paesi di derivazione anglosassone e in molti paesi del Sudamerica, si usa il formato [hh]:[mm]:[ss] AM/PM, con AM ante meridiem e PM post meridiem. Le 2:45 AM saranno quindi le 2:45 del mattino, mentre le 2:45 PM saranno le 14:45 (le 2:45 del pomeriggio).